# Lista di demoni
Di seguito la lista di demòni; queste creature sono definite demòni da religioni, credenze o demonologie di varia natura. Va segnalato come alcune entità abbiano assunto carattere demoniaco presso alcuni popoli dopo essere state adorate come dèi da altri. 

## A
- Aamon (Demonologia cristiana)
- Abaddon (Demonologia cristiana)
- Abalam (Demonologia cristiana)
- Abrahel (Demonologia cristiana)
- Abraxas (Gnosticismo)
- Apollyon  (Demonologia ebraica)
- Abyzou (Demonologia ebraica)
- Adramelech (Mitologia assira)
- Aeshma Daeva (Zoroastrismo)
- Agaliarept (Demonologia ebraica)
- Agares (Demonologia cristiana)
- Agiel (Demonologia ebraica)

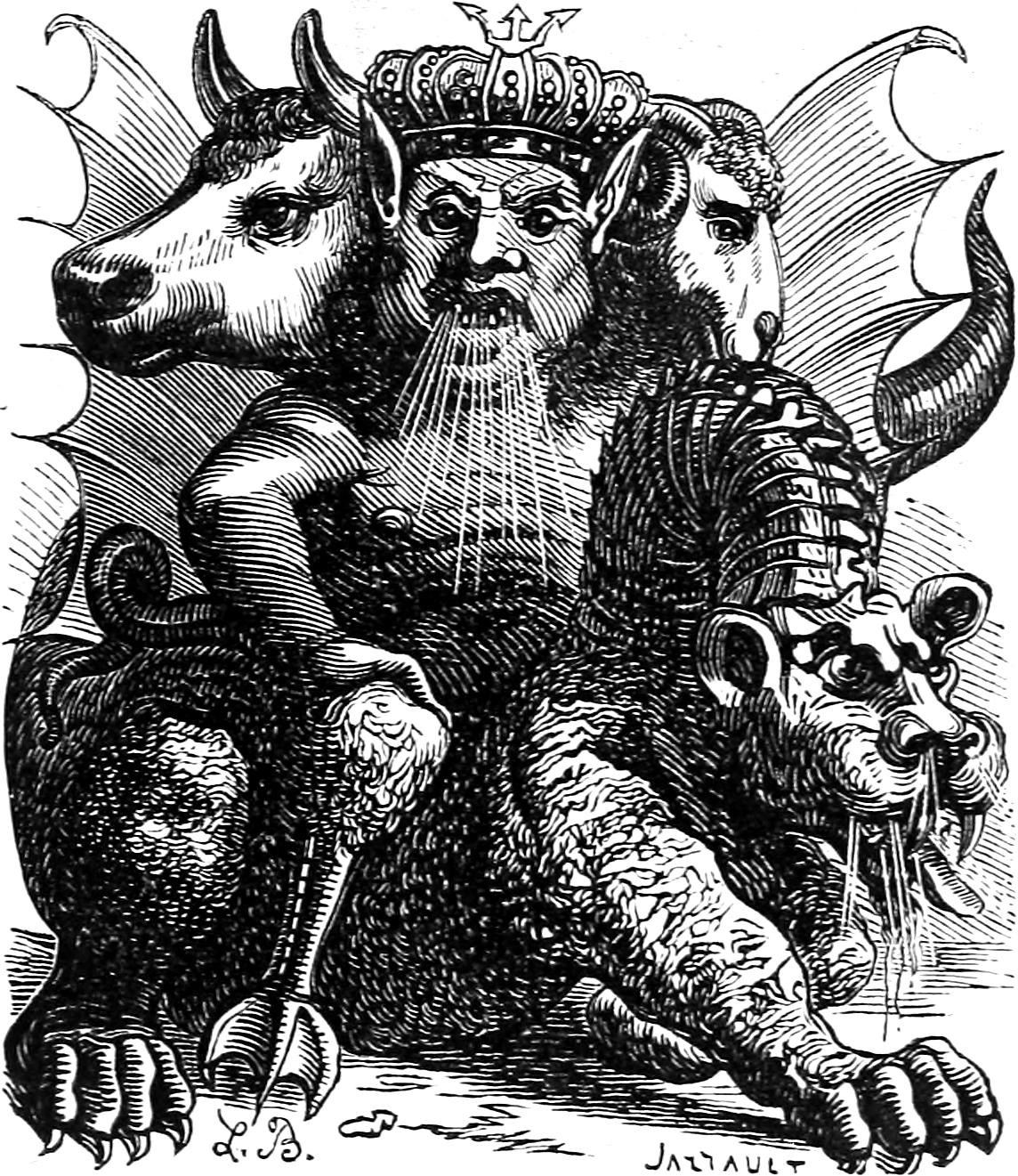
Asmodeo nel Dizionario infernale di Collin de Plancy

- Ahriman/Angra Mainyu (Zoroastrismo)
- Aisha Kondisha (jinn marocchina)
- Aim (Demonologia cristiana)
- Akem Manah/Akoman/Akvan (Zoroastrismo)
- Ala (Mitologia slava)
- Alal (Mitologia caldea)
- Alastor (Demonologia cristiana)
- Alichino (Dalla Divina Commedia)
- Alloces (Demonologia cristiana)
- Alu (Mitologia accadica)
- Amaymon (Demonologia cristiana)
- Amdusias (Demonologia cristiana)
- Ammut (Mitologia egizia)
- Anamalech (Mitologia assira)
- Anzû (Mitologia sumera)
- Astarte (Mitologia fenicia e cananea)
- Aquia (Mitologia cristiana)
- Amy (Demonologia cristiana)
- Andhaka (Induismo)
- Andras (Demonologia cristiana)
- Andrealphus (Demonologia cristiana)
- Andromalius (Demonologia cristiana)
- Apep (Mitologia egizia)
- Armaros (Demonologia cristiana)
- Arpia (Mitologia greca)
- Asag (Mitologia sumera)
- Asb'el (Demonologia ebraica)
- Asmodeo  (Folklore ebraico e demonologia cristiana)
- Astaroth (Demonologia cristiana)
- Asura (Induismo)
- Azazel (Demonologia ebraica e cristiana)
- Azi Dahaka/Dahak (Zoroastrismo)

## B
- Baal (Demonologia cristiana)
- Bael (Demonologia cristiana)
- Bagat (Mitologia filippina)
- Balam (Demonologia cristiana)
- Balberith (Demonologia ebraica)
- Bafometto (Demonologia cristiana)
- Barbariccia (Dalla Divina Commedia)
- Barbas (Demonologia cristiana)
- Barbatos (Demonologia cristiana)
- Bartzabel (Demonologia ebraica)
- Bathin (Demonologia cristiana)
- Bergund (Demonologia ebraica)
- Behemoth (Demonologia ebraica)
- Beherit (Mitologia fenicia)
- Belial (Demonologia ebraica e cristiana)
- Beleth (Demonologia cristiana)
- Belfagor (Demonologia cristiana)
- Belzebù (Beelzebub) (Demonologia ebraica e cristiana)
- Berith (Demonologia cristiana)
- Berlicche (Le lettere di Berlicche)
- Bifrons (Demonologia cristiana)
- Biule (Folklore rumeno)
- Bodon (Demonologia bodoniana)
- Botis (Demonologia cristiana)
- Buer (Demonologia cristiana)
- Bune (Demonologia cristiana)
- Bushyasta (Zoroastrismo)

## C
- Caacrinolaas (Demonologia cristiana)
- Cagnazzo (Dalla Divina Commedia)
- Caim (Demonologia cristiana)
- Calcabrina (Dalla Divina Commedia)
- Caronte (custode antinferno)
- Cerbero (Mitologia greca)
- Charun (Mitologia etrusca)
- Chemosh (Mitologia moabita)
- Cho Cho (Buddismo)
- Cimejes (Demonologia cristiana)
- Ciriatto (Dalla Divina Commedia)
- Coalprin (Demonologia cristiana)
- Crocell (Demonologia cristiana)
- Culsu (Mitologia etrusca)

## D
- Dagon (Mitologia semita)
- Damien (Demonologia cristiana)
- Damar (Demonologia universale)
- Dantalion (Demonologia cristiana)
- Danjal (Demonologia ebraica)
- Dasa (Induismo)
- Decarabia (Demonologia cristiana)
- Demogorgone (Demonologia cristiana)
- Dheva
- Dmitryus (Demonologia cristiana)
- Donn (Mitologia irlandese)
- Draghignazzo (Dalla Divina Commedia)
- Drekavac (Mitologia slava)
- Dumah (Demonologia ebraica)
- Dukerg (Demonologia slava)
- Dybbuq (Demonologia ebraica)

## E
- Eahc (Demonologia cristiana)
- Ecate (Mitologia greca)
- Eligos (Demonologia cristiana)
- Empusa (Mitologia greca)
- Eris (Mitologia greca)
- Euryale (Mitologia greca)
- Eurynome (Mitologia greca)
- Eurynomos (Mitologia greca)
- Eleksha (Demonologia cristiana)
- Ereshkigal (Mitologia Babilonese)
- Erlik Khan (mitologia turca/mitologia mongola)

## F
- Famiglio (Demonologia cristiana)
- Farfarello (Dalla Divina Commedia)
- Fauno (Mitologia romana)
- Flegias (Dalla Divina Commedia)
- Fleuretty (Demonologia cristiana)
- Fenrir (Mitologia norrena)
- Focalor (Demonologia cristiana)
- Foras (Demonologia cristiana)
- Forneus (Demonologia cristiana)
- Furcas (Demonologia cristiana)
- Furfur (Demonologia cristiana)

## G
- Gaap (Demonologia cristiana)
- Gader'el (Demonologia ebraica)
- Gaki (Mitologia giapponese)
- Glasya-Labolas (Demonologia cristiana)
- Gorgone (Mitologia greca)
- Gremory (Demonologia cristiana)
- Grigori (Demonologia ebraica)
- Gusion (Demonologia cristiana)
- Guayota (Demonologia guanche)

## H
- Haagenti (Demonologia cristiana)
- Haborym (Demonologia ebraica)
- Halphas (Demonologia cristiana)
- Hanan'el (Demonologia cristiana)
- Hantu (Mitologia filippina)
- Haures (Demonologia cristiana)
- Hel (Mitologia scandinava)
- Ḫumbaba (Mitologia sumera, mitologia accadica)

## I
- Incubo (Demonologia caldea, ebraica e cristiana)
- Ipos (Demonologia cristiana)
- Iblīs (Demonologia islamica)
- Ithea (Demonologia cristiana)
- Ishtar (Mitologia babilonese)
- Inanna (Mitologia sumera)

## J
- Jinn (Demonologia islamica)
- Jikininki (Mitologia giapponese)
- Jezebel (demonologia cristiana)
- Jacaziel (nome personale di uomo che compare nella Bibbia ebraica)

## K
- Kaar (Demonologia Wiccan)
- Kabhanda (Induismo)
- Kālī (Induismo)
- Kappa (Mitologia giapponese)
- Kasdaye (Demonologia cristiana)
- Ka ni na (Mitologia giapponese)
- Kitsune (Mitologia giapponese)
- Kobal (Demonologia cristiana)
- Kokb'ael (Demonologia ebraica)
- Krayl (Mitologia Russa)
- Kulak (Demonologia cristiana)

## L
- Labal (Demonologia cristiana)
- Labasu (Mitologia sumera)
- Lamia (Demonologia cristiana e Mitologia greca)
- Lamaštu (Mitologia mesopotamica)
- Lechies (Mitologia slava)
- Leekan (demonologia Wiccan)
- Legione (Demonologia cristiana)
- Lempo (Mitologia finnica)
- Leraje (Demonologia cristiana)
- Leviatano (Demonologia ebraica e cristiana)
- Libicocco (Dalla Divina Commedia)
- Lilim (Tradizione ebraica)
- Lilith (Mitologia sumera, mitologia accadica, demonologia cristiana, folklore ebraico)
- Llorona  (Folklore latinoamericano)
- Lilu (Demonologia ebraica)
- Liothe (Mitologia norrena)
- Loki (Mitologia nordica)
- Lix Tetrax (Demonologia ebraica e cristiana)
- Loquerion (Folklore irlandese)
- Lucifero (Demonologia cristiana)
- Achraf (Demonologia cristiana)

## M
- Maddelyne (Mitologia sumerica, folclore ebraico, demonologia cristiana)
- Malacoda (Dalla Divina Commedia)
- Malphas (Demonologia cristiana, Mitologia etrusca)
- Mammona (Demonologia cristiana)
- Mania (Mitologia etrusca)
- Mara (Buddismo e folclore scandinavo)
- Maricha (Induismo)
- Marax (Demonologia cristiana)
- Marbas (Demonologia cristiana)
- Marchosias (Demonologia cristiana)
- Marduk (Mitologia babilonese)
- Mastema (Demonologia ebraica)
- Masselir (Demonologia ebraica)
- Mathim (Demonologia cristiana)
- Mccue (Induismo)
- Medusa (Mitologia greca)
- Mefistofele (Demonologia cristiana)
- Melchiresa (Demonologia ebraica)
- Melusina (Leggenda medioevale)
- Memnoch (Demonologia ebraica e cristiana)
- Merihem (Demonologia cristiana)
- Metheus (Demonologia cristiana)
- Mictlantecuhtli (Mitologia azteca)
- Miðgarðsormr (Mitologia norrena)
- Mojo (Mitologia africana)
- Moloch (Demonologia cristiana)
- Murmur (Demonologia cristiana)
- Muttukumaru (Mitologia malese)

## N
- Naamah (Demonologia ebraica)
- Naberius (Demonologia cristiana)
- Naphula (Demonologia cristiana)
- Nekomata (Mitologia giapponese)
- Neqa'el (Mitologia egizia)
- Nergal (Mitologia babilonese)
- Nian (Mitologia cinese)
- Ninurta (Mitologia sumera, mitologia accadica)
- Nix (Mitologia germanica)

## O
- Onoskelis (Mitologia ebraica)
- Oray (Demonologia cristiana)
- Orias (Demonologia cristiana)
- Ornias (Demonologia ebraica)
- Orobas (Demonologia cristiana)
- Ose (Demonologia cristiana)
- Oni (Mitologia giapponese)
- Oulotep (Demonologia ebraica)
- Obed (Demonologia italiana)

## P
- Paimon (Demonologia cristiana)
- Pan (Mitologia greca)
- Pazuzu (Mitologia sumera, mitologia accadica)
- Penemue (Demonologia ebraica)
- Phenex (Demonologia cristiana)
- Pitone (Mitologia greca)
- Popobawa (Demonologia di Zanzibar)
- Phosphoros (Mitologia greca)
- Procell (Demonologia cristiana)
- Pruslas (Demonologia cristiana)
- Puck (mitologia)
- Purson (Demonologia cristiana)
- Pana (Demonologia di Giun)

## Q
- Quasith (Demonologia cristiana)
- Qin (Mitologia Mandeista)
- Qemetiel (Kabbalah Ebraica)
- Qelnematah (Demonologia islamica)

## R
- Rahab (Folklore ebraico)
- Rahovart (Demonologia cristiana)
- Raijū (Mitologia giapponese)
- Rakshasa (Induismo)
- Rangda (Induismo)
- Raum (Demonologia cristiana)
- Rimmon (Demonologia siriana)
- Ronove (Demonologia cristiana)
- Rubicante (Dalla Divina Commedia)
- Rumjal (Demonologia ebraica)
- Rusalka (Mitologia slava)

## S
- Sabnock (Demonologia cristiana)
- Sallos (Demonologia cristiana)
- Samael (Demonologia ebraica)
- Satana (Demonologia ebraica, musulmana e cristiana)
- Satanachia (Demonologia cristiana)
- Satanasso (Folklore comune)
- Scarmiglione (Dalla Divina Commedia)
- Scox (Demonologia cristiana)
- Seere (Demonologia cristiana)
- Semyazza (Demonologia Ebraica)
- Sekhmet (Mitologia egizia)
- Seth (Mitologia egizia)
- Shaitan (Demonologia islamica)
- Shanda (Demonologia cristiana)
- Shax (Demonologia cristiana)
- Shedim (Folklore ebraico)
- Shezmu (Mitologia egizia)
- Sidragasum (Demonologia cristiana)
- Sitri (Demonologia cristiana)
- Staucifea (Demonologia cristiana)
- Steno (Mitologia greca)
- Stolas (Demonologia cristiana)
- Succubo (Mitologia romana)

## T
- Tannin (Demonologia ebraica)
- Tartafè (Demonologia sarda)
- Tartaruchi (Demonologia apocrifa)
- Temeluchus (Demonologia apocrifa)
- Teeraal (Mitologia babilonese)
- Tengu (Mitologia giapponese)
- Tephras (Mitologia ebraica)
- Tezcatlipoca (Mitologia azteca)
- Thammuz (Demonologia cristiana)
- Thren (Mitologia norrena)
- Tifone (Mitologia greca)
- Tzitzimime (Mitologia azteca)
- Tuchulcha (Mitologia etrusca)

## U
- Utukku (Mitologia assira)

## V
- Valac o Valak (Demonologia cristiana)
- Valefar (Demonologia cristiana)
- Vapula (Demonologia cristiana)
- Vassago (Demonologia cristiana)
- Vavva (Demonologia cristiana)
- Vepar (Demonologia cristiana)
- Verrine (Demonologia cristiana)
- Vine (Demonologia cristiana)
- Vual (Demonologia cristiana)

## W
- Windigo (Mitologia dei nativi americani)

## X
- Xitragupten (Demonologia cristiana)
- Xaphan (Demonologia cristiana)

## Y
- Yeqon (Demonologia ebraica)
- Yen-lo-wang (Mitologia cinese)
- Yeter'el (Demonologia cristiana)
- Yōkai (Mitologia giapponese)
- Yuki-onna (Folklore nipponico)

## Z
- Zaebos (Demonologia cristiana)
- Zagan (Demonologia cristiana)
- Zepar (Demonologia cristiana)
- Ziminar (Demonologia cristiana)
- Zin (Folklore africano)
- Ziz (Demonologia ebraica)
- Zmeu (Folklore rumeno)
- Zubera (Demonologia Giapponese)

### Demonologia cristiana
- La Demonologia Cattolica
- (EN)  Angeli e Demoni nella cristianità
- (EN)  Cosa sono i demoni
- (EN)  I demoni del Nuovo Testamento
- (EN)  Lo studio dei demoni
- (EN)  Demoni e scetticismo cristiano

### Altre demonologie
- Glossario demoniaco, su demons.co.nz. URL consultato il 15 novembre 2018 (archiviato dall'url originale il 31 marzo 2013).